# Argiolaus maureli
Argiolaus maureli är en fjärilsart som beskrevs av Abel Dufrane 1954. Argiolaus maureli ingår i släktet Argiolaus och familjen juvelvingar. Inga underarter finns listade i Catalogue of Life.